# تتیانا ورزوبووا
تتیانا ورزوبووا (انگلیسی: Tetyana Verezubova؛ زادهٔ ۸ ژوئن ۱۹۷۲) بازیکن فوتبال اهل اوکراین است.
وی همچنین در تیم‌های ملی فوتبال زنان اتحاد جماهیر شوروی و زنان اوکراین بازی کرده‌است.